# Yelena Chebukina
Elena Vasilyevna Chebukina ou Elena Čebukina ou Elena Chebukina, em russo Елена Васильевна Чебукина, conhecida como Ovchinnikova (Almaty, Cazaquistão, 11 de outubro de 1965), é uma ex-voleibolista naturalizada croata, que marcou época no voleibol feminino jogando como central nos anos 80 e anos 90, defendendo a ex-URSS e a CEI obteve duas medalhas olímpicas.

## Carreira
Em sua carreira por representações de países em eventos oficiais, serviu na equipe da extinta URSS e seleções. Jogando pela URSS pela qual enfrentaram e venceram a Seleção Peruana de Voleibol Feminino em um jogo histórico e de virada, conquista a medalha de ouro nos Jogos Olímpicos de Verão de 1988. Na edição dos Jogos Olímpicos de Verão de 1992 disputou pela Comunidade dos Estados Independentes ficando com a prata e já naturalizada croata defendeu a Croácia nos Jogos Olímpicos de Verão de 2000. Jogou no voleibol brasileiro pelo clube Leites Nestlé na Superliga Brasileira de Voleibol na temporada 1998/1999.

## Clubes
| Clube                  | País   | De   | Até  |
| Leites Nestlé          | Brasil | 1998 | 1999 |
| Foppapedretti Bergamo  | Itália | 1999 | 2000 |
| Despar Perugia         | Itália | 2000 | 2001 |
| Despar Colussi Perugia | Itália | 2001 | 2002 |

## Títulos e Resultados
Clubes
Copa dos Campeões
- 2000-Campeã atuando pelo Foppapedretti Bergamo[5]

Supercopa da Itália
- 1999-Campeã atuando pelo Foppapedretti Bergamo[5]

Seleção Croata de Voleibol
Campeonato Europeu
- 2001 – 9º Lugar